# Structure (biologie)
Une structure biologique est un assemblage d'éléments observée dans un organisme vivant. Selon le niveau d'organisation considérée, il peut s'agir : 
- d'un organe
- d'un tissu biologique
- d'un organite cellulaire ou d'une structure cellulaire
- d'une biomolécule ou d'un complexe moléculaire

En biologie des systèmes, une structure biologique peut se définir en termes d'information  et de complexité.
En biochimie, la structure des protéines. La structure d'un système est la façon dont ses éléments sont reliés ou interagissent entre eux. 
Les structures biologiques sont étudiées par la biologie structurale. 